# Saw III
Saw III är en amerikansk skräck/thriller från 2006, regisserad av Darren Lynn Bousman. Filmen utmärker sig från de föregående filmerna: Saw och Saw II. Seriemördaren Jigsaw har återigen kidnappat offer till sina sinnessjuka tester. Med sin nya lärjunge Amanda har han byggt upp en ny labyrint där han utstuderat plågar sina offer. Amanda kidnappar en läkare vars uppgift är att hålla den numera svårt sjuke Jigsaw vid liv. Under tiden planerar Jigsaw ett grymt slut för den unga läkaren och ytterligare ett offer.

## Handling
Inspektör Eric Matthews (Donnie Wahlberg) tar sig ut ur badrummet han lämnats kvar i genom att bryta sin fot med en toalettsits och dra ut den ur sin fotboja. Han slåss med Amanda Young (Shawnee Smith) som slutligen överträffar honom och lämnar honom kvar. Det avslöjas också att Amanda kidnappade Adam (från Saw I) och att hon senare kvävde honom av medkänsla.
Sex månader har gått sedan Matthews kidnappning. Inspektörer Allison Kerry (Dina Meyer), Daniel Rigg (Lyriq Brent) och Mark Hoffman (Costas Mandylor) undersöker Jigsaws senaste fälla, där Troy (J. Larose), offret, var tvungen att slita ut en rad kedjor ur kroppen för att fly ett rum med bomber i. Allison Kerry påpekar att fällan är omöjlig att ta sig loss ur; en av kedjorna satt fast i Troys käke och kunde inte tas ur, och dörren var orubblig. Detta är ett brott mot Jigsaws modus operandi, då Jigsaw alltid ger offren en chans att ta sig loss. När Kerry återvänder hem blir hon kidnappad och vaknar fastspänd i ännu en fälla, där hennes bröstkorg kommer slitas ut ur hennes kropp ifall hon inte får tag i en nyckel ur en bägare med frätande syra. Kerry får tag på nyckeln och hinner låsa upp fällan, men kan ändå inte komma loss. När Amanda kommer till platsen inser Kerry att även denna fälla är omöjlig att undfly, och hennes revben slits ur hennes kropp.
Jigsaw (Tobin Bell) är döende i cancer, men beordrar trots det Amanda att kidnappa två personer till - Lynn Denlon (Bahar Soomekh), en duktig men deprimerad läkare och Jeff Reinhart (Angus Macfadyen), en far besatt med att hämnas på den förare som tog sonens liv. En krage riggad med fem skott från ett hagelgevär läggs runtom Lynns hals; kragen är trådlöst kopplad till Jigsaws hjärtmonitor - om Jigsaw dör eller ifall Lynn försöker lämna platsen så kommer skotten brinna av och Lynn kommer dö. 
Jeff blir ledsagad genom ett övergivet lager, där han får chansen att rädda eller inte rädda de som direkt eller indirekt varit ansvariga för sonens död. Han misslyckas med att rädda Danica Scott (Debra Lynne McCabe), vittnet som sprang iväg och vägrade vittna efter olyckan, vilket ledde till ett kortare straff för mördaren, och Scott fryser ihjäl. Han lyckas rädda domare Halden (Barry Flatman) från att drunkna i en gryta som fylls med förvätskade grisar, men Halden blir skjuten av misstag då han försöker rädda Timothy Young (Mpho Koaho), föraren som körde på Jeffs son. Young är fastspänd i en maskin som vrider om hans lemmar en i taget och krossar dem. Jeff lyckas inte rädda Young, som dör då hans huvud ohjälpligt vrids om av maskinen i dess slutskede. Jeffs prövningar är därmed klara, och han börjar leta efter Jigsaw.
Lynn lyckas hålla Jigsaw vid liv, tack vare ett improviserat ingrepp i hjärnan. Under sagda ingrepp råkar Jigsaw av misstag bekänna sin kärlek för en kvinna vid namn Jill. Amanda tror att det är Lynn som menas. Efter operationen samtalar Lynn och Jigsaw, och hon medger att hon genom denna prövning har lärt sig uppskatta livet bättre.
Amanda, som inte förstått Jigsaws idéer med att lära offren att uppskatta sitt liv bättre, erkänner att hon riggat de två omöjliga fällorna. Trots Jigsaws bönanden vägrar hon släppa Lynn och skadeskjuter henne till döds. Hon faller döende i Jeffs armar just som han kommer in, och Jeff skjuter genast tillbaka med en pistol han hittat. Amanda blir dödligt sårad och Jigsaw förklarar för henne att hon har misslyckats med SIN prövning. "Din vilja utsätts för en prövning, din vilja att hålla någon vid liv." Dessa ord, uttalade som om det var Lynn som menades, var i själva verket riktade mot Amanda, som dittills inte vetat att Lynn och Jeff var gifta och hade en bruten relation.
John/Jigsaw erbjuder nu Jeff ett val. Jeff kan förlåta honom för de vedermödor han orsakat hans familj, då, "Jag är ansvarig för att du förlorat ditt barn", varpå John tillkallar en ambulans för att rädda Lynn, eller så kan Jeff hämnas direkt. Jeff säger, "Jag förlåter dig," men skär trots det upp Johns hals med en cirkelsåg. Medan John sakta förblöder spelar han upp en kassett i en bandspelare som förklarar att Jigsaw var Jeffs sista prövning, och att han genom sin hämnd misslyckats med den. Jeff låses in i rummet samtidigt som Jigsaw förklarar att han är den ende som vet var Jeffs dotter är, och att Jeff bara kan få henne tillbaka ifall han "leker en ny lek". Då bandet tar slut drabbas John av hjärtstillestånd och dör, vilket får skotten i Lynns krage att explodera, vilket genast dödar henne och lämnar Jeff instängd i rummet tillsammans med liken efter Amanda, Jigsaw och Lynn.

## Rollista (i urval)
| Tobin Bell         | – John "Jigsaw" Kramer |
| Shawnee Smith      | – Amanda Young         |
| Angus Macfadyen    | – Jeff                 |
| Bahar Soomekh      | – Lynn Denlon          |
| Dina Meyer         | – Allison Kerry        |
| Lyriq Bent         | – Daniel Rigg          |
| Donnie Wahlberg    | – Eric Matthews        |
| Costas Mandylor    | – Hoffman              |
| Barry Flatman      | – Domare Halden        |
| Mpho Koaho         | – Timothy Young        |
| Debra Lynne McCabe | – Danica Scott         |
| Leigh Whannell     | – Adam                 |